# Lijn 3 (metro van Barcelona)

Logo

Lijn 3, ook bekend als de groene lijn (Línea verde), is een metrolijn in Barcelona die rijdt tussen de eindstations Zona Universitària en Trinitat Nova. De lijn wordt beheerd door de TMB, waardoor hij deel uitmaakt van de tariefstructuur van het ATM-transportnetwerk in het Stedelijk gebied van Barcelona. Deze V-vormige lijn is het resultaat van de samenvoeging van twee andere lijnen: de oorspronkelijke Lijn 3 en Lijn 3B in 1982. Het centrale gedeelte van de lijn bevat de oudste stations van de stad, gebouwd in de jaren 20, met sindsdien ongeveer ieder decennium uitbreidingen. Alle stations van L3 zijn ondergronds.
Hoewel de lijn grenst aan Barceloneta ter hoogte van het einde van de Ramblas, zijn de stranden van Barceloneta en de andere badplaatsen niet bereikbaar via deze lijn, maar moet er via een lange ondergrondse gang in Passeig de Gràcia overgestapt worden op Lijn 4.
De eindpunten zijn sinds 2008 Zona Universitària, die de universiteit van Barcelona aandoet aan het westelijke eind van de Avinguda Diagonal in het district Les Corts, en Trinitat Nova.

## Geschiedenis
Deze lijn is de oudste van het metronetwerk en werd in 1924 door de Gran Metropolità de Barcelona geopend onder de naam Metro Transversal de Barcelona. De reden voor de aanleg van deze lijn was de wereldtentoonstelling van 1929; hij verbond de Plaça Lesseps met Plaça de Catalunya, waarbij laatstgenoemde het centrale ondergrondse station van de stad werd en eindpunt van lijn 3 en lijn 3B. Deze lijnen werden beheerd door de Compañía del Gran Metro de Barcelona (GMB). Een gedeelte van de oorspronkelijke Lijn 3 verdween toen plannen om het in de richting van de kust uit te breiden te veel moeite kostten en de constructie van L4 die lijn dekte. Deze voormalige L3-stations zijn gewoon blijven bestaan als deel van lijn 4.

### Chronologie
- 1924 - Catalunya-Lesseps geopend.
- 1925 - Fontana station geopend. Catalunya-Liceu-gedeelte geopend.
- 1926 - Passeig de Gràcia-Jaume I-gedeelte geopend (tegenwoordig deel van lijn 4)
- 1934 - Jaume I-Correos-gedeelte geopend (tegenwoordig deel van lijn 4)
- 1946 - Liceu-Fernando-gedeelte geopend.
- 1968 - Fernando-Drassanes-gedeelte geopend.
- 1970 - Drassanes-Paral·lel-gedeelte geopend.
- 1972 - Passeig de Gràcia-Correos gedeelte wordt gesloten, en zal later heropend worden als deel van lijn 4.
- 1975 - Paral·lel-Zona Universitària-gedeelte geopend (als L3B).
- 1982 - L3B opgenomen in L3.
- 1985 - Lesseps-Montbau-gedeelte geopend.
- 2001 - Montbau-Canyelles-gedeelte geopend.
- 2008 - Canyelles-Trinitat Nova-gedeelte geopend.

## Technische gegevens
| Kleur op de kaart            | Groen                                   |
| Aantal stations              | 24                                      |
| Type                         | Conventionele metro                     |
| Lengte                       | 16,6 km.                                |
| Rollend materieel            | Series 2000, 3000, 5000                 |
| Reistijd                     | 36 minuten                              |
| Spoorbreedte                 | 1.435 meter                             |
| Aandrijving                  | Elektriciteit                           |
| Voeding                      | Bovenleiding (1200 volt gelijkspanning) |
| Bovengrondse gedeelten       | Nee                                     |
| Dekking voor mobile telefoon | Volledig                                |
| Depots                       | Sant Genís (Vall d'Hebrón).             |
| Veiligheidssysteem           | ATP                                     |
| Uitvoerder                   | TMB                                     |

## Huidige stations

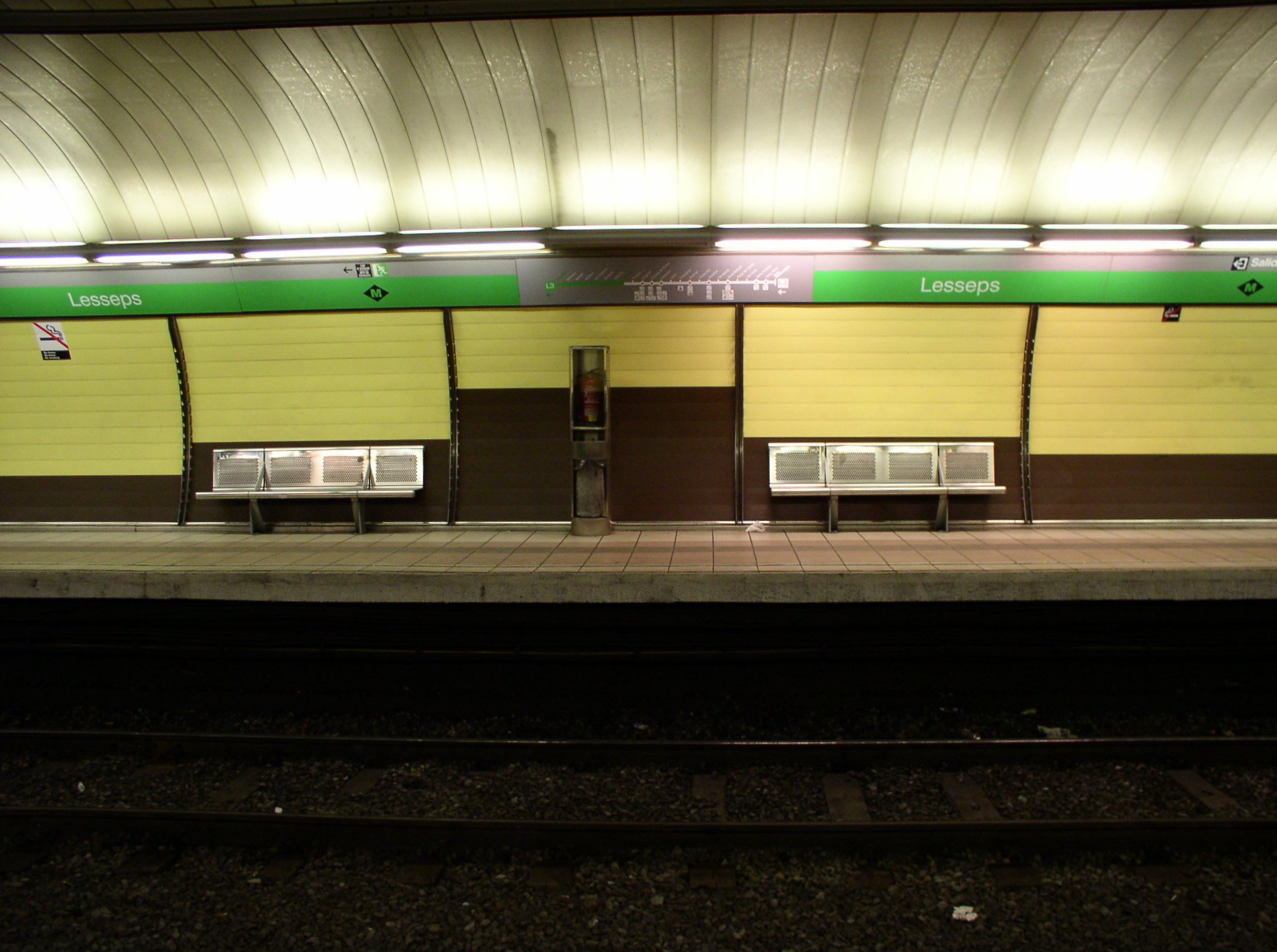
Station Lesseps

Cursief weergegeven stations zijn nog in aanbouw. De met  aangegeven stations zijn toegankelijk voor rolstoelgebruikers.
- Zona Universitària  (T1, T2, T3, L9)
- Palau Reial  (T1, T2, T3)
- Maria Cristina  (T1, T2, T3)
- Les Corts
- Plaça del Centre
- Sants Estació  (L5, RENFE)
- Tarragona
- Espanya  (L1, L8)
- Poble Sec
- Paral·lel  (L2, Kabelspoorweg van Montjuïc)
- Drassanes
- Liceu
- Catalunya  (L1, L6, L7)
- Passeig de Gràcia  (L2, L4, RENFE)
- Diagonal (L5; Provença: L6, L7)
- Fontana
- Lesseps  (L9)
- Vallcarca
- Penitents
- Vall d'Hebron  (L5)
- Montbau
- Mundet
- Valldaura
- Canyelles
- Roquetes
- Trinitat Nova  (L4, L11)

## Voormalige stations
- Fernando
- Banco (nooit geopend, op het traject dat tegenwoordig bij L4 hoort)
- Correos (op het traject dat tegenwoordig bij L4 hoort)